# Boraceia (kommun)
Boraceia är en kommun i Brasilien.   Den ligger i delstaten São Paulo, i den södra delen av landet, 700 km söder om huvudstaden Brasília. Antalet invånare är 4 268.
Följande samhällen finns i Boraceia:
- Boraceia

Trakten runt Boraceia består till största delen av jordbruksmark. Runt Boraceia är det ganska tätbefolkat, med 80 invånare per kvadratkilometer.